# Utetes manii
Utetes manii är en stekelart som först beskrevs av David Timmins Fullaway 1951. 
Utetes manii ingår i släktet Utetes och familjen bracksteklar. Inga underarter finns listade i Catalogue of Life.